# Aliens: The Computer Game (gra komputerowa Activision)
Aliens: The Computer Game – komputerowa gra akcji wydana przez firmę Activision w 1986 roku i oparta na filmie Jamesa Camerona Obcy – decydujące starcie. Gra rozgrywana jest w trybie jednoosobowym i przeznaczona jest na platformy Amstrad CPC, Apple IIe, Commodore 64 i ZX Spectrum. Składa się z sześciu poziomów opracowanych według wybranych scen z filmu.